# (2392) Jonathan Murray
(2392) Jonathan Murray (1979 MN1) – planetoida z pasa głównego asteroid okrążająca Słońce w ciągu 3,59 lat w średniej odległości 2,34 au. Odkryta 25 czerwca 1979 roku.